# Daniel Aparici Traver Griñó
Daniel Aparici Traver (Castellón de la Plana, 2 de abril de 1931 - 17 de marzo de 2008) fue un pintor castellonense, sobre todo un gran acuarelista ,  también historietista y humorista, contratado en sus inicios por las más importantes editoriales españolas de la época (Subirats, Bruguera, Editorial Valenciana...) y que conocieron la exportación a todo el mundo, desde sus libros ilustrados con los personajes de los dibujos animados de la estadounidense Warner Bros, a los christmas navideños y los diseños de papel de regalo.

## Biografía
Desde muy joven se dedicó a la talla de madera, a la ilustración gráfica, al diseño y al dibujo publicitario desde su propia agencia de publicidad Publicidad DAMA.
En los años 50, realizó algunas cosas para la Editorial Valenciana relacionadas con la 2ª Guerra mundial y la trama amorosa, pero no en clave de humor sino recurriendo al dibujo realista firmando sus trabajos como Daniel Aparici. Trabajos que fueron interrumpidos temporalmente por cumplimiento del servicio militar en el año 1952 en Valencia.
A finales de los años 60, dio un paso importante incorporando sus creaciones a publicaciones como Pulgarcito, El DDT, Tío Vivo, Din-Dan y otras revistas de la Editorial Bruguera en las que dio vida a personajes como "El Tonto del pueblo", "Batistet y Olegario asistentes sanitarios", "Sam Bory y Telesforo buscadores de oro", "El Extraterrestre 1x2", "Plácido", etc., utilizando el pseudónimo State Keto y más adelante solo El Keto. A través de dicha editorial, realizó trabajos de ilustración para la filmográfica Warner Bros donde dibujó El Gordo y el Flaco, El Correcaminos, Porky, El león Melquíades, Sam, Bugs Bunny, etc.
También ha dibujado en prensa y revistas como, entre otras, El Cochinillo Feroz, Diario Mediterráneo, Castellón Diario y Diario Marca en donde tuvo problemas por una caricatura que dedicó al entonces príncipe Juan Carlos que acudió a las Olimpiadas de 1972, en aquella ocasión firmó como Danielo.
Ilustró numerosas publicaciones editoriales de diversos narradores y poetas castellonenses, destacando "Hostal Lolita", novela ganadora del I premio Armengot. También editó el libro "La historia de Castellón a través del humor" y su cuento "El mon de mite".
En año 1973 realizó su primera exposición, en la castellonense galería Porcar, firmando sus obras con los apellidos de su madre Traver Griñó . En la muestra, ensayó un procedimiento matérico de su invención, de rico colorido y acentuada textura que alcanzó gran notoriedad debido, también, a que nadie nunca supo descifrar en qué consistía. El secreto de esta invención se fue con él. Al año siguiente expone sus primeras acuarelas que definieron ya su procedimiento. Además de la acuarela, también expresó su arte con tinta china y anilinas y con acrílico.
La aceptación de su obra por el público supuso su consagración que le llevó en una década a realizar seis exposiciones en Castellón (salas Aryce, Torreón Bernad, Artex, y Derenzi), una en el Museo de arte Contemporáneo de Villafamés, tres en Barcelona (Grifé & Escoda y Maite Muñoz) y dos en Valencia (San Vicente y Sorolla).
La segunda mitad de la década de los 80 supone su consagración como acuarelista, al vencer en una serie de concursos nacionales e internacionales, y continuando con varias exposiciones anuales en su ciudad natal y resto de España. Además de continuar con sus viñetas deportivas en prensa, sus chistes sobre la actualidad del momento y, más adelante, artículos escritos semanalmente para la prensa de su ciudad natal abordando todo tipo de temas.
Cabe destacar el gran mural "El Camino de la Vida" pintado sobre una pared medianera de la plaza de Clavé, por encargo del Ayuntamiento de Castellón en 1987.
Fue profesor de cómic, pintura a la acuarela e ilustración en general, durante varios años en las aulas del Ateneo.

## Reconocimientos, premios y exposiciones
-Premiado varias veces en la "Agrupación de Acuarelistas de Cataluña" a la que pertenece.
-Seleccionado en la XXII Convocatoria del Premio Penagos.
-Pertenece a la "Fundación de Humor Gráfico de la Universidad de Alcalá de Henares" donde fue nombrado Profesor Honorífico.
-Concejal del Humor en la "I Muestra de Humor Valenciano" en San Vicent del Raspeig (Alicante).
-Notario del Humor por la Universidad de Alicante.
-Seleccionado en la "XII Muestra de Humor Gráfico Internacional en la Universidad de Alcalá de Henares", tema Seguridad Vial.
-Posee obra en el "Museo Aguilera Cerni de Vila-Famés" (Castellón), obra en el Museo de Arte Contemporáneo de Barcelona, obra en el "Museo de Arte Contemporáneo de Granada" y en el "Museo Maricel de Sitges" (Barcelona).
-La universidad de Alcalá de Henares le incorporó a su cátedra de humoristas donde están encuadrados los más destacados especialistas del país, con los que expuso en varias muestras colectivas.
-Mención de honor en la "II Bienal Internacional de la Acuarela en Barcelona", en 1986.
-Voladoret d'Or de la Colla del Rei Barbut, en 1986, primera edición de este prestigioso galardón.
-Mención de honor en el "III Certamen Nacional de Acuarela José Segrelles de Albaida" (1988).
-2º premio en el "Certamen Internacional de Dibujo Rafael de Penagos" (1987)
-"Premios Martínez Lozano", con un paisaje, en 1989 y "Carmen Barrios de Sayol", tema figura, dos años más tarde. 
-En 1994 logró el segundo premio Caixa de Barcelona, en la "I Bienal de Acuarela Villa de Monistrol".
-Exposición en la galería Takashimaya de Japón.
-Exposición en la "Feria Internacional Art Show Jarumi de Tokio" en enero de 1992.
-Exposición en la "Galería Lee" de París (2003).
-Seleccionado en la "VI Muestra de Humor Social" tema Derechos Humanos. Marzo de 2006.
-Premio Arte a título póstumo de los "V Premios Radio Castellón"
-Exposición homenaje en el Centro Cultural Las Aulas (Castellón de la Plana). Febrero de 2009.
-Exposición homenaje a El Keto, encuadrada dentro de las "VI Jornadas del Comic de Castellón". Marzo de 2010.